# سوق حليوة
يعتبر سوق حليوة أحد أهم الأسواق التراثية في محافظة شقراء، ويطل عليه هذا الاسم نسبة إلى بستان مجاور للسوق يحمل اسم (حليوه).

## الموقع
يقع سوق حليوة في البلدة القديمة بمحافظة شقراء والتي تبعد عن الرياض مسافة 180 كم.

## التاريخ
بني السوق في عام 1350هـ تقريباً. والسوق كبير وواسع زادت محلاته على المائة محل، تنوعت فيه التجارة الداخلية والخارجية، ويدل هذا السوق على مكانة شقراء التجارية التي كانت تتمتع بها في الجزيرة العربية عامة. لم يشتهر عند أهل شقراء فقط بل في كل الأقاليم، حتى لم يعد يقرن إسمه بكلمة السوق لبداهة ما يقصد وما يراد. وهذا السوق لشهرته غطى على الأسواق التي سبقته رغم حداثته نسبياً، ولا شك أن نشاط التجارة فيه جعلته في مقدمة الأسواق المشهورة في شقراء وسبب من أسباب اضمحلال نشاطها بوجوده، بل واختفائها بعد أن صار في المقدمة، ليس لأنه أكثر دكاكين منها ولا أوسع مساحة فقط، بل لأنه صاحب ظهوره هيمنة تجارة التجزئة وكثرة المنتجات المعروضة فيه، وتراجع تجارة الجملة التي كان تجار شقراء يملكون زمامها في أيام نشاط الأسواق السابقة والتي كانت تختص بالتجزئة البسيطة والمحلية فقط. وكانت تعرض فيه مستلزمات المنازل وأدواتها وأوانيها، وخضار وفواكه ومنتجات محلية وأغنام، بل إن الخدمات الأخرى تجاوره كطاحونة الدقيق وبيع المحاصيل والميزان العام ( القبان).

## البناء
دكاكين السوق مستطيلة الشكل، مبنية من الطين واللبن وأساساتها من الحجارة، وسقوفها من خشب الأثل وجريد النخل وهي محمولة على أعمدة من حجارة أسطوانية (خرز) ومليسة بالجص. زُخرفت المحلات ببعض الزخارف والحليات المعمارية الجصية والطينية وخاصة في الشرفات وحول الأبواب وعلى الواجهات الرئيسة.

### مكونات الموقع
- أساسات من الحجر.

- الحوائط مبنية في صورة مداميك من الطيين اللبن.

- المباني مغطاة بطبقة من اللياسة الخارجية.
- أعمدة حجرية أسطوانية .
- أسقف من خشب الاثل مغطاة بسعف النخيل وطبقة من الطين والتبن.
- تشمل المباني (فرجات).
- ارتفاع المباني عبارة عن طابق واحد.[3]